# Mistrzostwa Strefy Pacyfiku w Curlingu 1995
Mistrzostwa Strefy Pacyfiku w Curlingu 1995 – turniej, który odbył się w dniach 7–10 grudnia 1995 w japońskim Tokoro. Mistrzami Strefy Pacyfiku zostali Australijczycy, a mistrzyniami Japonki.
Był to piąty w historii turniej o mistrzostwo strefy Pacyfiku w curlingu. Japonia gościła zawody po raz trzeci.

## System rozgrywek
Round Robin rozegrany został w systemie kołowym (każdy z każdym). Pomiędzy każdymi reprezentacjami rozegrano po dwa mecze. Dwie najlepsze drużyny zagrały w finale.

## Kobiety

### Reprezentacje
| Państwo       | Czwarta        | Trzecia            | Druga            | Otwierająca   | Rezerwowa      |
| ------------- | -------------- | ------------------ | ---------------- | ------------- | -------------- |
| Australia     | Lynn Hewitt    | Linda Carter-Watts | Ellen Weir       | Lyn Greenwood | -              |
| Japonia       | Ayako Ishigaki | Emi Arai           | Yukari Kondo     | Yoko Mimura   | Mayumi Ohkutsu |
| Nowa Zelandia | Helen Greer    | Carroll Depape     | Helen Rutherford | Patsy Inder   | -              |

pogrubieniem oznaczono skipów.

### Round Robin
| # | Państwo       | W | P |
| - | ------------- | - | - |
| 1 | Japonia       | 4 | 0 |
| 2 | Australia     | 2 | 2 |
| 3 | Nowa Zelandia | 0 | 4 |

     Kwalifikacja do finału

### Finał
Japonia -  Australia 10:2

### Klasyfikacja końcowa
|  | Mistrzynie Strefy Pacyfiku     |
|  | Wicemistrzynie Strefy Pacyfiku |
|  | 3 miejsce                      |

| # | Państwo       | Skip           |
| - | ------------- | -------------- |
| 1 | Japonia       | Ayako Ishigaki |
| 2 | Australia     | Lynn Hewitt    |
| 3 | Nowa Zelandia | Helen Greer    |

## Mężczyźni

### Reprezentacje
| Państwo       | Czwarty       | Trzeci        | Drugi        | Otwierający      | Rezerwowy      |
| ------------- | ------------- | ------------- | ------------ | ---------------- | -------------- |
| Australia     | Hugh Millikin | Stephen Johns | Gerald Chick | Andy Campbell    | -              |
| Japonia       | brak danych   | b.d.          | b.d.         | Yoshiyuki Ohmiya | b.d.           |
| Nowa Zelandia | Peter Becker  | Sean Becker   | Allan McLean | Lorne Depape     | Darren Carsonl |

pogrubieniem oznaczono skipów.

### Round Robin
| # | Państwo       | W | P |
| - | ------------- | - | - |
| 1 | Australia     | 4 | 0 |
| 2 | Japonia       | 2 | 2 |
| 3 | Nowa Zelandia | 0 | 4 |

     Kwalifikacja do finału

### Finał
Australia -  Japonia 7:2

### Klasyfikacja końcowa
|  | Mistrzowie Strefy Pacyfiku     |
|  | Wicemistrzowie Strefy Pacyfiku |
|  | 3 miejsce                      |

| # | Państwo       | Skip          |
| - | ------------- | ------------- |
| 1 | Australia     | Hugh Millikin |
| 2 | Japonia       | b.d.          |
| 3 | Nowa Zelandia | Peter Becker  |